# Besunzane
Die Besunzane sind ein einzig im sogenannten Bayerischen Geographen genannter westslawischer Stamm. Da aus der listenmäßig abgefassten Schriftquelle, die etwa in die Zeit zwischen 850 und 900 datiert wird, jedoch keine konkreten geographischen Hinweise auf das Siedlungsgebiet dieses Stammes gegeben werden, ist dessen Lokalisierung umstritten. Einen Anhalt bietet lediglich die Reihenfolge, in der die einzelnen Stämme genannt werden. Besunzane folgt dabei auf die Sleenzane, Lunsizi, Dadosesani und Milzane. Da deren Stammesgebiete weitgehend bekannt sind und auch die Siedlungsgebiete der sich westlich anschließenden Stämme, bleibt für die Lokalisierung der Besunzane nur das nördliche Böhmen (Joachim Huth, Walter Frenzel), das sich östlich an das Siedlungsgebiet der Milzener anschließende Neißetal (Richard Jecht) oder der Bereich des Dresdner Elbtalkessels (Reinhard Spehr).
Gegen das Neißetal als Siedlungsgebiet spricht vor allem eine Urkunde aus dem Jahr 1071, in der Bischof Benno von Meißen Land in der „villa goreliz in pagus milsca“ (im Gutshof/Dorf Görlitz im Gau der Milzener) erhält. Die Besunzane müssten demnach ihre territoriale und politische Selbständigkeit im 10. oder 11. Jahrhundert verloren haben. Für das Neißetal spricht neben dem namenkundlichen Bezug von Besunzane zu businc, bisenzc und weiter zum heutigen Ort Biesnitz, die Existenz eines durch die Königshainer Berge geographisch von den Milzenern geschiedenen slawischen Siedlungsgebietes im Neißetal. Heute folgt die Literatur weitestgehend der Lokalisierung durch Richard Jecht.
Im Bayerischen Geographen werden weiterhin für die Besunzane zwei civitates genannt. Eine dieser civitates ist wahrscheinlich auf der Landeskrone zu suchen, zumal Befestigungsanlagen dort archäologisch bis in die Bronzezeit nachzuweisen sind und die Landeskrone, wie Jecht vermutet, dem Stamm der Besunzane ihren Namen gab: Jecht nimmt an, dass die Landeskrone früher wie der an ihrem Fuß liegende Ort Biesnitz mit dem Namen „businc“ benannt wurde und mit der bei Thietmar von Merseburg im Jahre 1015 erwähnten „urbs businc“ identisch sei. Die zweite civitas könnte im Raum um Ostritz zu finden sein; mit einer Befestigung auf dem Veensberg bei Blumberg (polnisch Bratków) als Zentralort. Dieser könnte mit dem „castella ostrusna“ gemeint sein, das 1006 dem Bistum Meißen geschenkt wurde. Allerdings gibt es im Neißetal um Görlitz 21 bis 29 slawische und frühdeutsche Wehranlagen, so dass die Lokalisierung der zweiten civitas, so die Angaben des Bayerischen Geographen überhaupt zutreffend sind, und ihres Zentralortes denkbar schwerfällt.
Ähnlich kompliziert ist die Bestimmung des Ausmaßes der slawischen Siedlungsgebiete im Neißetal. Da Schriftquellen bis ins 13. Jahrhundert fast vollkommen fehlen, muss die Feststellung der Siedlungsgefilde sich fast ausschließlich auf siedlungsgeographische und namenkundliche Untersuchungen stützen. Diese ergeben, anhand von Ortsform-, Flurform- und Flurgrößenuntersuchungen zwei Siedlungskammern. Zum einen dürfte das Gebiet entlang der Wittig, zwischen Seidenberg und Neiße, sowie am Unterlauf der Pließnitz, schon früh relativ dicht besiedelt gewesen sein, des Weiteren aber auch das Gebiet südlich der Landeskrone und vielleicht das heutige Stadtgebiet von Görlitz. Joachim Huth vermutete aber, dass dieses Kerngebiet schon vor der deutschen Ostsiedlung (in der Oberlausitz ist diese um 1200 als Massenbewegung festzustellen) durch slawische Kolonisten beträchtlich erweitert wurde. So spricht der Name der 1071 belegten „villa Goreliz“ (altslawisch Brandstädte, dörfliche Vorsiedlung der heutigen Stadt Görlitz, eventuell nahe der Nikolaikirche) für rege Rodungstätigkeit. Des Weiteren legt Huth eine stufenweise Aufsiedlung des Eigens ab spätestens 1100 nahe. Schon um 1150 verschwand auch der Wald auf der Flur von Deutsch Ossig, der die beiden Siedlungsgebiete trennte und auch die Dörfer entlang des Schwarzen Schöps haben nach Huth slawische Vorgänger.
Für den Bereich des späteren Nisani spricht die Reihenfolge der Aufzählung beim Bayrischen Geografen, die geringe Größe mit den beiden ältesten Burgen Briesnitz und Leubnitz sowie die deutliche Abtrennung von anderen Siedlungsbereichen durch Wälder und Berge. Der neue Gauname Nisani für dieses Gebiet wäre dann erst im 10. Jahrhundert anzunehmen.